# Federazione calcistica delle Figi
La Federazione calcistica delle Figi (in inglese Fiji Football Association, acronimo FFA) è l'ente che governa il calcio nelle Figi.
Fondata nel 1938, si affiliò alla FIFA nel 1963, e all'OFC nel 1966. Ha sede nella capitale Suva e controlla il campionato nazionale, la coppa nazionale e la Nazionale del paese.